# Georges Baumont
Pour les articles homonymes, voir Baumont.
Georges Baumont, né le 22 novembre 1885 à Berchigranges, hameau de Granges-sur-Vologne et mort le 17 mars 1974 à Nice, est un professeur de lettres classiques au collège de garçons de Saint-Dié, historien et bibliothécaire français.
Animateur du monde de la presse ou correspondant de nombreuses sociétés savantes au cours de l'Entre-deux-guerres, de la société d'Emulation des Vosges à l'Académie Stanislas en passant par la Société d'histoire de la Lorraine et du Musée lorrain, Georges Baumont, ancien sous-officier du 3e BCP, doublement blessé au front sur le secteur de Lorette en 1914 et 1915, est secrétaire en 1931 de la société philomatique vosgienne avant d'être son président en 1932 et 1933.
Ami et adjoint bénévole du bibliothécaire de Saint-Dié, Auguste Pierrot avec lequel il a écrit quelques ouvrages ou brochures sur le Vieux Saint-Dié et qui lui succède à la présidence de la société philomatique vosgienne, il prend sa succession à la bibliothèque de Saint-Dié de 1948 à 1960, terminant la mise à jour du fichier général, livres et périodiques.

## Biographie
La jeune épouse de Paul Lucien Baumont, instituteur de 24 ans, à l'école du hameau de Berchigranges, Marie Héloïse Caroline Balland, âgée de 20 ans, accouche du petit Georges au domicile familial à trois heures et demi du matin, le 22 novembre 1885,. Son aïeul Jean-Baptiste Balland, marchand de toile âgé de 64 ans et son oncle maternel Paul Emile Balland, arpenteur âgé de 27 ans, les deux domiciliés à Granges, sont à 10 h du matin les témoins du père lors de la rédaction de l'acte de naissance, enregistré par le maire, Dominique Victor Villaume.
Son père, instituteur dans la vallée de Granges sur Vologne, prend en charge son éducation en classes primaires. En octobre 1897, l'excellent élève entre en classe de sixième classique au collège de Saint-Dié et en sort bachelier ès lettres. En classe de rhétorique, il obtient au concours général en 1903 un cinquième accessit en version latine, ce statut de lauréat lui vaut le prix d'honneur du collège durant l'année scolaire 1903-1904. Il est attiré par le métier d'enseignant. En 1904, il entre en première supérieure au lycée Poincaré de Nancy et en sort en juin 1906 après examen licencié ès-lettres. Il profite de la loi du recrutement militaire de 1905, pour accomplir une seule année militaire au 149e régiment d'infanterie d'Épinal de septembre 1906 à août 1907. Mis en disponibilité, il fréquente la faculté des Lettres de Nancy dès novembre 1907 avec le statut de boursier d'agrégation. En juin 1908, son mémoire sur le devin Tirésias, proposé par le professeur agrégé de Lettres et helléniste Paul Perdrizet lui permet d'obtenir son diplôme d'études supérieures en Lettres.

### L'enseignant
Le recteur de l'académie l'appelle à faire une suppléance d'un mois au collège de Lunéville au printemps 1909, avant de lui confier une maîtrise d'internat provisoire au lycée de Nancy. En octobre 1909, Georges Baumont est nommé répétiteur au collège d'Epinal. En octobre 1910, le voici professeur de grammaire au collège de Pontarlier en remplacement d'un collègue en longue maladie. Devant les paysages jurassiens qu'il trouve trop vaste avec les rectitudes planes des hauts plateaux, les plissements devenues des ondulations rocheuses en nappes tubulaires, entaillées par des cluses, et dans la ville montagnarde où il ne parvient à vivre de manière habituelle, n'ayant ni affinités ni amitiés, il éprouve le froid et la solitude d'un hiver glaçant.
Le 18 avril 1911, à la mairie de Saint-Michel-sur-Meurthe, le jeune professeur épouse Hélène Lallemand, fille d'un instituteur de la grande école du centre, dite de La Vacherie, de cette même commune. Le couple aura trois fils, Michel, né le 18 mars 1913, Jacques, né le 23 octobre 1920 et Jean-Marie né le 01 janvier 1922.
De la rentrée d'octobre 1911 jusqu'à sa retraite en 1948, hormis ses années de guerre de juillet 1914 à mars 1919, le professeur de lettres, c'est-à-dire de français et de latin, enseigne au collège de Saint-Dié, dit familièrement "collège de garçons", situé Place Stanislas, à proximité de la rue du Parc. Il est d'abord professeur de seconde avant de s'occuper des premières en 1927. Méticuleux probablement à l'excès au cours de ses jeunes années, enseignant d'une grande conscience professionnelle, doué d'un sens pédagogique efficace, il sut gagner l'amitié et la reconnaissance de tous les élèves qu'ils conduisit au baccalauréat. De 1913 à 1938, Georges Baumont dirige la publication de l'Annuaire des anciens élèves du collège de Saint-Dié. Dans les années trente et quarante, Georges Baumont est aussi professeur de latin au collège Jules Ferry, qui est le collège public de jeunes filles de Saint-Dié. Il enseigne ainsi aux premières et secondes, et ces jeunes élèves se souviennent d'avoir apporter leurs versions, traductions ou autres compositions exigés comme devoir, dans sa boîte aux lettres rue du Nord.
En 1919, il est nommé Officier d'Académie avant d'être promu en 1925 Officier de l'instruction publique.
Le dévouement pédagogique et la gentillesse du professeur étaient proverbiales. Le jeune bruyérois Robert Dodin, fils d'un instituteur pionnier de la pédagogie participative et de l'expression théâtral à Plainfaing, voulait entamer des études d'historien à l'université en 1939. Or il lui fallait montrer des capacités en latin, ce qu'il avait négligé jusque là dans son cursus secondaire. Georges Baumont, informé, accepte de lui donner cours et exercices pour le mettre à niveau du baccalauréat en langues mortes, à titre gracieux et dans une salle si possible à mi-distance entre Saint-Dié et Bruyères. Le rendez-vous hebdomadaire pour deux trimestres est fixé à l'étage de la mairie de Fraize. L'apprenti latiniste devenu un "historien reconnu des Vosges pendant la Seconde Guerre mondiale" et le maître garderont d'amicales relations, ils se retrouvent au comité de la société philomatique vosgienne, dont les membres ont préservé cette anecdote.

### Le soldat et médaillé militaire
La Grande guerre a changé l'homme, d'abord dans son corps, ensuite dans son engagement et ses choix d'écriture et de recherche. Mobilisé sergent au 3e BCP, il est blessé d'une balle en pleine poitrine le 6 octobre 1914 près du Mont-Saint-Éloi, puis une seconde fois touché dans le même secteur de Lorette en tant qu'agent de liaison le 4 mars 1915, notamment par un éclat d'obus qui se fiche douloureusement dans son pied droit. Après neuf mois d'hôpital, il repart en convalescence dans sa famille à Granges. Le 4 avril 1916, son nom est inscrit au journal officiel en tant que décoré puisqu'il reçoit la médaille militaire et la croix de guerre avec palme avec la citation suivante : « Baumont (Charles-Lucien-Georges), matricule 02300, sergent à la 3e compagnie du 3e bataillon de chasseurs à pied, agent de liaison brave et dévoué. A été blessé le 4 mars 1915 en guidant sa compagnie vers la première ligne. Ne s'est laissé évacuer qu'après avoir rempli sa mission et adressé par écrit au commandant un renseignement qu'il ne pouvait plus transmettre verbalement. Avait déjà été blessé une première fois en octobre 1914. Infirme ». Il est affecté au dépôt de Langres à des tâches de bureaux. Déclaré inapte à servir dans son corps d'infanterie, par un conseil de réforme en janvier 1917, le médaillé militaire et croix de guerre avec palme est affecté au camp d'aviation près du fort de Bron. Son efficacité administrative le fait accéder au ministère de la Guerre à Paris en mars 1918.
Démobilisé en mars 1919, l'ancien combattant participe à la vie associative des médaillés militaires, il reste pendant des décennies le président des médaillés militaires de Saint-Dié. Le dimanche 18 décembre 1921 à midi, le jeune président Georges Baumont siège à la table d'honneur des responsables des médaillés militaires, installés au buffet de la Gare, pour bénéficier d'un bon repas concocté par Madame Kurtzemann. À la table principale de ce banquet annuel figurent aussi Messieurs Stouvenot, Bauchert, Gaillard, Fonteine, Michel Person... et d'autres personnalités notamment des fonctionnaires et militaires, voire de simples membres sur d'autres tablées, qui animent dans une bonne humeur communicative, souvent insolente ou humoristique, la longue allocution sérieuse du président qui envisage avec méticulosité l'affiliation de l'association locale à celle des médaillés militaires de Paris et un large développement des activités d'entraide de leur société auprès des anciens combattants. Une cérémonie solennelle de remise du drapeau de l'association, récemment apporté de Paris, au président ponctue les agapes printanières et dissipées par la joie des retrouvailles. Sur les deux faces du drapeau tricolore flamboyant, se lit la devise des médaillés militaires "valeur et discipline".

### L'historien et chercheur
Après les vacances de Pâques 1919, le voici de retour dans son cher collège. Sa puissance de travail, ses capacités de rédaction ou d'organisation de conférences et séminaires le font remarquer de plusieurs sociétés savantes, locales, départementales ou régionales, mais aussi des rédactions de presse, par exemple de la Gazette Vosgienne. Il adhère en 1920 à la société philomatique vosgienne, devient aussitôt familier du monde du président Léon Jacquet et du secrétaire René Ferry, qui l'invite à sélectionner et organiser les conférences, le plus souvent gratuites, parfois payantes selon l'exigence du conférencier de passage, durant l'immédiat après-guerre. Ces travaux de sélection et de réponse aux courriers de sollicitation, qui mêlent parfois culture, lecture et spectacle cocasse, le mettent en contact avec le petit monde des conférenciers itinérants, parfois insolites, mais aussi le réseau des sociétés savantes qu'entretenait avant guerre la société philomatique. Contraire à un a priori tenace qui fait de Georges Baumont un pur littéraire qui ignorait comment planter un clou ou un chou, les conférenciers sérieux des champs scientifiques et techniques, incluant l'histoire et la sociologie, dans leurs développements les plus récents, sont privilégiés à la condition qu'ils abordent un sujet sous un angle accessible, le moins rébarbatif, au public. Or la concordance entre la maîtrise technique ou scientifique et la capacité à dévoiler avec pédagogie cet univers reste malheureusement rare.
Ce jeune membre assidu est inséré par Marc François dans l'équipe éditoriale qui assure la parution en 1925 du premier bulletin de la société philomatique d'après guerre, longtemps préparé par René Ferry. Avant cet indéniable succès, Georges Baumont a livré de nombreuses travaux ou notes de lectures à diverses savantes, à commencer par la société d'Emulation des Vosges, dont il était membre et qui assurait dans le désarroi de l'après Grande Guerre un indéniable relais savant sur l'arrondissement montagnard, sous la férule de l'archiviste d'Epinal, André Philippe. D'emblée, les engagements de Georges dépasse le cadre vosgien pour descendre la vallée de la Meurthe, à Nancy : il est membre de la société d'histoire et d'archéologie lorraine et associé-correspondant de l'académie Stanislas. Il est dès le début un actif représentant de ces organismes et le restera, il rejoint rapidement des groupes de travail, comme la commission départementale des monuments naturels et sites des Vosges ou le comité d'études chargé de rechercher et publier les documents d'archives relatifs à la vie économique de la Révolution française.
D'une discrétion légendaire, Georges Baumont s'impose durant l'entre-deux-guerres en tant qu'historien spécialiste de Saint-Dié et ses environs. Il est sollicité tôt pour intégrer le conseil d'administration du Foyer des Ferry, association laïque qui se pique d'initier la jeunesse locale à la bonne culture républicaine par des causeries et sorties diverses, sous la houlette de Madame Abel Ferry et de diverses dames patronnesses de la bibliothèque, non sans mondanités. Il s'est fait excusé à l'assemblée générale du Foyer des Ferry le 29 septembre 1936, à l'instar de Albert Ohl des Marais, avec qui il s'est réconcilié, après sa violente brouille passagère de 1933. Le président Paul Bertrand, le trésorier Auguste Pierrot, le secrétaire Albert Contal qui sont des amis et des érudits philomates peuvent compter sur lui pour remplacer un animateur absent ou assurer une présidence de séance au pied levé. Le président Bertrand rappelle que le dévoué Baumont, en mai 1936, avait accepté, prévenu la veille, et d'accueillir le conférencier M. Rey du lycée Buffon et de tenir la présidence de séance pour sa conférence sur Erckmann-Chatrian. Une causerie qui avait connu un grand succès.
Au cours des années cinquante, Georges Baumont, apprécié en vénérable ancien par les présidents Paul Evrat et Henri Grandblaise, est plus que jamais présent au sein de l'équipe philomate. L'ancien président, en véritable rédacteur en chef, s'occupe du bulletin et des diverses publications. Comprenant que les tables des trente premières années (1875-1905), publiées par Charles Sadoul en 1907, exige une suite, il poursuit ce travail d'accès rapide à l'information jugée utile, en dépouillant les bulletins de la société philomatique de 1906 à 1954 (volume XXXI à LVIII), et publie 8 pages denses, préfacé par une page d'introduction avec un tableau de concordance des années et des volumes, évidemment nécessaire à cause des lacunes de publications en temps de guerre.

### L'auteur et éditeur reconnu
Georges Baumont qui réside rue du Nord et voit chaque matin la Vierge du cloître dans sa niche est aussi un auteur autonome, féru de liberté d'expression. Bénévole à la bibliothèque de Saint-Dié, il a écrit une brochure "la nouvelle bibliothèque de Saint-Dié" concernant le déménagement de la vénérable institution de l'étage de la mairie vers le local d'archives municipales à Hellieule en 1925.
Les parutions régulières de la société philomatique vosgienne l'enthousiasment. Il soutient l'action de Marc François, d'abord en reprenant son poste alors déterminant de secrétaire en 1931, puis après sa mort, de président de 1932 à 1933. Il croit à l'essor de la société en lançant des éditions originales de textes historiques, notamment l'ensemble des documents historiques du grand prévôt François de Riguet, et en œuvrant en partenariat avec la bibliothèque, mais il est contraint par la crise économique naissante d'arrêter ses projets éditoriaux, largement déficitaire. Avec son secrétaire Pierrot, il réorganise diverses commissions d'études sur le terrain, par exemple la commission archéologie qui s'occupe aussi, sous la houlette de Paul Evrat, de recenser les monuments anciens et autres petits patrimoines, mis à mal depuis la Grande Guerre. Il démissionne à la suite d'un différend regrettable avec Albert Ohl des Marais, patient restaurateur d'une commission interne promouvant l'art, qui se sentait floué par les multiples organisations mesquines d'exposition-vente de tableaux d'artistes, soupçonnant des passe-droit offerts à des artistes privilégiés, et qui avait constaté à son grand désarroi une de ses publicités-réclames insérées dans les pages du dernier bulletin. Cette dispute où le président Baumont se retrouvait responsable d'une activité lucrative qu'il ignorait totalement montre la redoutable efficacité de la distribution du courrier à Saint-Dié, sept missives échangées en moins de deux jours. Incapable de se justifier auprès des commissions de membres bénévoles, et surtout accablé par le déficit causé par les récentes publications invendues du fait d'une conjoncture économique morose, le président préfère se retirer.
Des années vingt à 1968, il a livré à sa chère société des dizaines d'articles évoquant des événements du passé à Saint-Dié et dans ses environs, ou sur des personnalités de la montagne vosgienne.
L'auteur exigeant publie à son compte "Saint-Dié et ses environs" entre 1931 et 1933, le "Val de Galilée et Notre-Dame de Saint-Dié" en 1935. Amoureux du vieux Saint-Dié à l'instar d'Auguste Pierrot, il publie "Iconographie de Saint-Dié" en 1936. Les deux auteurs sont honorés du prix de la fondation Bernier en 1937 par l'académie des Beaux-Arts, avec une récompense de 500 F, et par le prix Perrault de la société d'émulation des Vosges en 1938.
Son ami et biographe, Gaston Martin, ne clôt pas la liste des récompenses attribuées à l'infatigable chercheur : l'académie Stanislas attribue un émouvant Prix du souvenir en 1949 à l'opus "Saint-Dié terre brûlée" édité en 1945 ; son magistral ouvrage "Saint-Dié des Vosges, origine et développement" paru en 1961 sous forme compacte reçoit aussitôt le prix Dupeux de l'académie Stanislas et le prix de la Fondation Prost en 1962 de l'Académie des inscriptions et belles-lettres, avec un montant de 600 F.

### Le bibliothécaire de Saint-Dié en reconstruction
La fin de carrière d'enseignant est délicate au collège de garçons, qui déménage à deux reprises dans une ville sinistrée, d'abord dans la rue de la Meurthe en 1944, puis dans les casernes Chérin à partir de 1946. Durant la longue et difficile période de la Reconstruction, Georges Baumont, retraité de l'enseignement en 1948, prend en charge la bibliothèque du local Hellieule que son ami Auguste Pierrot a délaissé, pour raisons de santé. Le bibliothécaire, qui n'exige d'abord aucune rémunération dans une ville complètement ruinée, sans budget culturel ou muséographique, s'attache avec patience à réformer et compléter le fichier. Le lecteur pouvait de lui-même accéder aux ressources dont il pouvait disposer.
Bien avant cette fonction de huitième bibliothécaire officiel, dès son arrivée à Saint-Dié, Georges Baumont avait toujours suivi et participé à l'évolution de la vénérable institution, une des plus belles et riches bibliothèques de province, notamment de l'Est de la France, maintenue par la politique d'acquisition de la ville et l'activité inlassable de la société philomatique vosgienne après 1875. Son opus "La nouvelle bibliothèque de Saint-Dié" en 1925, tout en mettant en exergue quelques citations de Pierre-René Roland-Marcel, lui permet de décrire le transfert de la vieille bibliothèque avec livres et périodiques, étagères et boiserie de l'étage de l'ancienne mairie vers le local des archives et vieux papiers communaux d'Hellieule. L'ordre est venu de la décision du 17 novembre 1923 prise en séance du conseil municipal. Il faut déménager 42000 volumes, c'est-à-dire en gros 60 mètres cubes de papier pesant 36 tonnes. L'auteur peu apte aux tâches physiques par ses handicaps fait partie des bénévoles souvent philomates, parmi lesquels Baldenperger, Freisz et Steinecker, appelés à la rescousse par le bibliothécaire Auguste Pierrot, progressivement ébranlé dans sa santé par cette décision, et ses deux assistants Bertrand et Prévost. Le transfert d'objets délicats en papier ne s'apparente pas à un camionnage de briques ou un chargement de coke. Une réflexion préalable sur ce transport spécifique permet de choisir une planification concertée des actions et la technique des petits paquets numérotés, déclinés en 4482 ballots. Le transport initié le 15 mai se termine le 18 juillet, grâce à l'aide d'une unité mobile de tirailleurs du 17e efficaces, accordée par le commandant Rouyer, les trois derniers jours.
Le 15 novembre 1960, il quitte cet emploi, puisque la municipalité dirigée par Jean Mansuy a choisi officiellement un bibliothécaire à Nancy, Albert Ronsin, pour lancer la nouvelle bibliothèque rue Saint-Charles, qui ne s'installe qu'en 1963 après de longs travaux.

### Aléas d'une fin de vie
Le 31 mai 1962, son épouse décède après quelques semaines qui voit l'aggravation de sa courte maladie. Georges Baumont est atterré, mais refuse de quitter Saint-Dié. Le vieil homme reçoit l'aide de sa belle-sœur Jeanne Lallemand, venue chaque jour de Saint-Michel, assurer son ravitaillement et préparer ses repas. En octobre, il doit partir résider dans un petit appartement, à proximité de la résidence de son dernier fils, Jean-Marie, ingénieur des Ponts et Chaussées à Rambervillers. La vie est plus facile, il poursuit ses recherches, partage la vie de ses petits-enfants Dominique, Philippe , Isabelle et du tout petit Olivier. Il se rend dès qu'il le peut à Saint-Dié.
En 1967, il quitte avec tristesse Rambervillers et les Vosges, pour vivre à proximité de son aîné Michel professeur agrégé d'histoire et de géographie à Nice. Affaibli par la maladie cardiaque, mais bien soigné par son petit-fils Jean-Jacques médecin endocrinologue, il y meurt dans sa 89e année en 1974, dans la nuit du 16 au 17 mars.

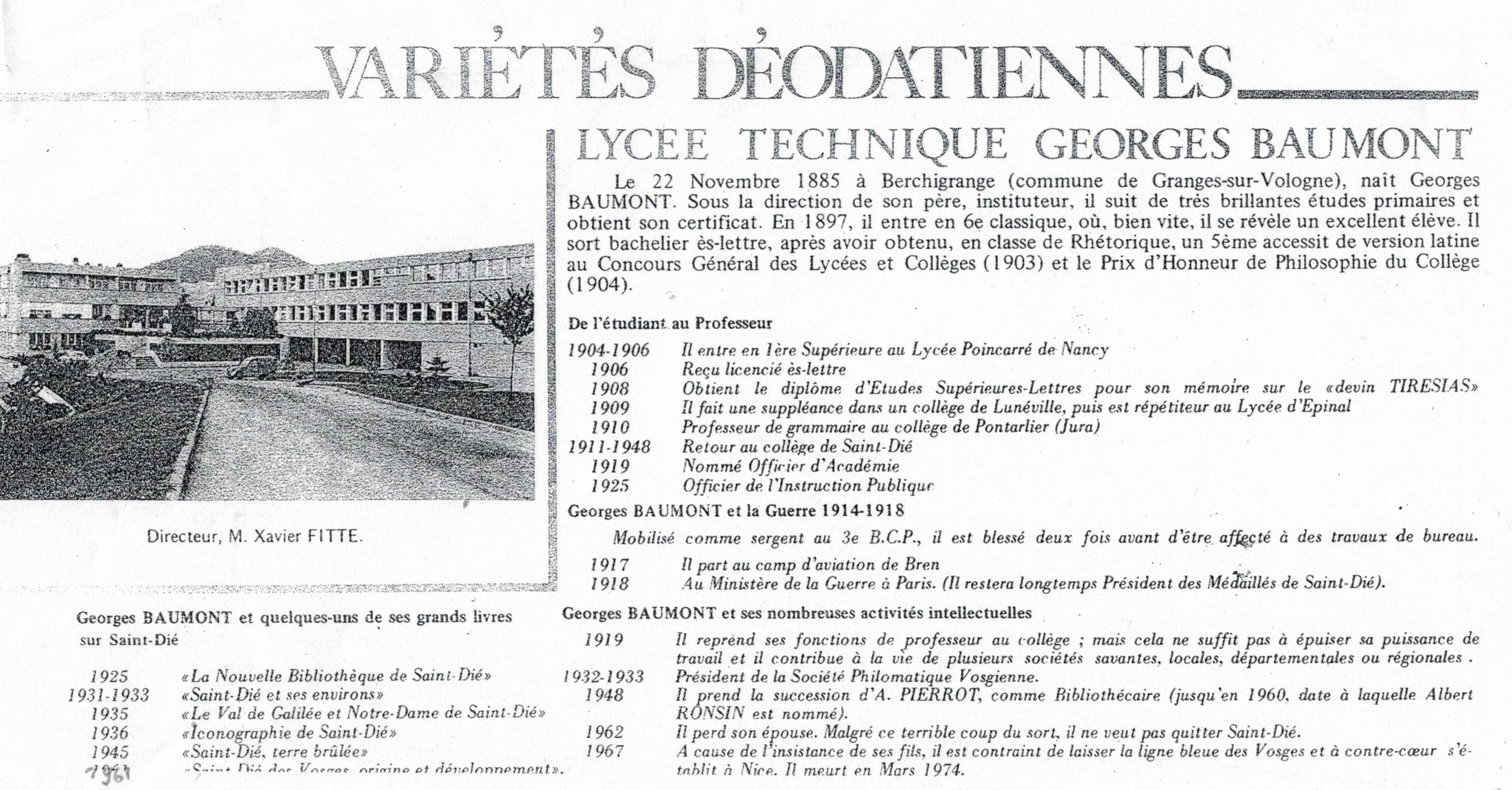
Georges Baumont, savant bibliothécaire, dont le nom a été donné à un lycée de Saint-Dié, présenté par son successeur Albert Ronsin. Maquette de la revue Regards, 1975.

### Le retour au pays familier
Il est inhumé sans publicité à Saint-Dié, trois jours après son décès dans les Alpes Maritimes, le mercredi 20 mars auprès de son épouse au cimetière de la rive droite.
En 1975, le lycée technique de la Cité technique Saint-Roch a pris le nom de Georges Baumont, sur la suggestion d'un professeur de l'établissement, Gilles Boileau, historien. Le Lycée Georges-Baumont est depuis les années 2000 un lycée polyvalent, assurant également des formations techniques supérieures.

## Travaux